# Ontario Place
Ontario Place è un parco di intrattenimento e di divertimento, che si trova nella città di Toronto. Ubicato sulle sponde del Lago Ontario, poco distante dall'Exhibition Place, è a circa 4 km di distanza dal centro della città. Fu inaugurato il 22 maggio 1971.
Il parco si articola su 4 isole artificiali, sulle quali sono distribuite numerose attrazione, con diversi luna park, un Cinesphere IMAX, porto turistico, il Molson Amphitheatre, percorsi e aree di ristoro.
Le strutture più rappresentative furono progettate dagli architetti Eberhard Zeidler e Raymond Moriyama.